# Shtjefën Kurti
Shtjefën Kurti (24 de diciembre de 1898 - 20 de octubre de 1971)  fue un sacerdote católico albanés ejecutado durante la persecución comunista.Kurti sirvió como sacerdote en una época de intensa represión, cuando el régimen comunista albanés impuso el ateísmo estatal y prohibió severamente las prácticas religiosas.A pesar de estas restricciones, continuó ejerciendo su ministerio en secreto, lo que llevó a que fuera acusado de conspirar con espías. Su último arresto ocurrió tras ser acusado de bautizar en secreto a un niño, una práctica estrictamente prohibida en ese momento.Fue condenado a muerte y fusilado.
Kurti fue beatificado el 5 de noviembre de 2016 junto con otros mártires albaneses asesinados durante la represión comunista, tras la aprobación de su beatificación colectiva siete meses antes. A diferencia de muchos santos, su fiesta litúrgica se celebra en la fecha de su beatificación, no en la de su muerte, siguiendo el mismo criterio que se aplicó a los demás mártires beatificados con él.

## Vida
Shtjefën Kurti fue el sexto hijo de Jak y Katrine Kurti. Nació en Ferizaj, el 24 de diciembre de 1898.
Kurti realizó sus estudios en varias ciudades, incluyendo Graz, Feldkirch, Innsbruck y Roma, donde durante un tiempo estuvo bajo la tutela de los jesuitas. Desde el 10 de enero de 1919, continuó su formación en Propaganda Fide en Roma.Fue ordenado sacerdote en esa ciudad el 13 de mayo de 1924. Entre 1921 y 1929, trabajó como párroco en Skopie y Novoselo, cerca de Gjakova, pero tras el asesinato de su colega albanés Shtjefën Gjeçovi, decidió refugiarse en Rumanía.Allí, el padre Kurti elaboró un informe dirigido a la Sociedad de las Naciones denunciando la persecución sufrida por los católicos albaneses en Kosovo, fechado el 5 de mayo de 1930. Más adelante, continuó su labor pastoral en Shna Prendja (hoy Krujë), Gurës y Tirana.
El 16 de septiembre de 1946, Kurti envió una carta al Papa Pío XII denunciando la persecución y los actos de violencia que sufría la Iglesia.El 28 de octubre de ese mismo año, fue detenido por primera vez en Tirana y encarcelado inicialmente allí, para luego ser trasladado a Burrel. Aunque fue condenado a muerte, su pena fue conmutada por veinte años de prisión, y finalmente quedó en libertad el 2 de mayo de 1963, antes de cumplir toda la condena. Su arresto se debió, en parte, a acusaciones de colaborar con espías. Durante la década de 1960, fue sometido en dos ocasiones a torturas psicológicas, incluyendo ejecuciones simuladas, y en la segunda vez fue obligado a cavar una fosa que le hicieron creer sería para él.Tras salir de prisión, retomó su labor religiosa en Tirana, extendiéndola también a Juba y Gurës. En 1967, tras frustrar un intento de profanación en su iglesia, fue arrestado nuevamente y sentenciado a trabajos forzados, una condena que debía cumplirse hasta 1983, aunque Kurti falleció mucho antes.
En 1970, a pesar de la prohibición de administrar sacramentos, una madre acudió a Kurti para que bautizara a su hijo, y él accedió, realizando el bautizo en secreto. Este acto llevó a su detención nuevamente y, el 31 de julio de 1971, fue condenado a muerte. Durante el juicio, el juez le preguntó directamente si había bautizado al niño, a lo que Kurti respondió afirmativamente, defendiendo que esa era su labor como sacerdote.Finalmente, el padre Kurti fue fusilado el 20 de octubre de 1971 (aunque algunas fuentes mencionan febrero de 1972). Su ejecución permaneció oculta ante las autoridades del Vaticano hasta 1973, dado que se mantuvo en secreto por las autoridades locales;sin embargo, la información finalmente se difundió.
La muerte de Kurti permaneció en secreto hasta que finalmente la información se filtró y llegó a Roma. La cadena italiana RAI fue la primera en anunciarlo, y Radio Vaticano lo confirmó en marzo de 1973. Posteriormente, el 26 de abril de ese mismo año, L'Osservatore Romano publicó un artículo en el que denunciaba la persecución religiosa en Albania, en gran parte motivado por el asesinato de Kurti.

## Beatificación
El proceso de beatificación pudo iniciarse una vez que se estableció la sede del proceso diocesano, ya que algunas personas consideraban que este solo debía realizarse en una diócesis específica. Finalmente, el 7 de junio de 2002, la jurisdicción del proceso se trasladó de las diócesis individuales a la diócesis de Shkodrë-Pult. La causa oficial comenzó el 4 de septiembre de 2002, tras la emisión del edicto de "nihil obstat" (que significa que no hay impedimentos) por parte de la Congregación para las Causas de los Santos, y se otorgó el título de Siervos de Dios a Kurti y a otros involucrados.
El proceso diocesano de investigación comenzó el 10 de noviembre de 2002 y concluyó el 8 de diciembre de 2010. Posteriormente, los documentos recopilados fueron sellados y enviados a la Congregación para las Causas de los Santos (C.C.S.) en Roma para su revisión. El 9 de marzo de 2012, la C.C.S. dio validez oficial al proceso y, en 2015, recibió el expediente llamado Positio para un examen más detallado. Los teólogos asesores de la congregación dieron su visto bueno el 17 de diciembre de 2015, y poco después, el 19 de abril de 2016, los miembros de la C.C.S. ratificaron la aprobación. Finalmente, el Papa Francisco aceptó estas conclusiones y, el 26 de abril de 2016, declaró que las 38 personas habían muerto "in odium fidei" (por odio a la fe), autorizando así su beatificación. La ceremonia tuvo lugar en Albania el 5 de noviembre de 2016, presidida por el cardenal Angelo Amato en representación del Papa, con la asistencia de cinco cardenales, aproximadamente 10,000 fieles, el arzobispo de Potenza Salvatore Ligorio y el cardenal electo Ernest Simoni.
El sacerdote franciscano Giovangiuseppe Califano fue quien actuó como postulador en esta causa.